# Bolesław Prus
Bolesław Prus (Hrubieszów, 20 d'agost de 1847-Varsòvia, 19 de maig de 1912), nascut Aleksander Głowacki, fou un escriptor rellevant del segle xix de la literatura polonesa. Conreador del positivisme, destaca pels seus contes, novel·les (entre les quals sobresurt la novel·la històrica Faraon) i articles periodístics. Als seus escrits es va pronunciar repetidament en contra de la violència. També són cèlebres les descripcions i cròniques de viatges, tant les reals com les de ficció, amb què pretenia retratar els paisatges i gents de la seva terra natal.